# Carmen Rísquez Cuenca
Carmen Rísquez Cuenca (Campdevànol, Girona, 2 de gener de 1964) és arqueòloga, professora titular de l'Àrea de Prehistòria de la Universitat de Jaén i membre l'Institut Universitari de Recerca en Arqueologia Ibèrica.

## Biografia
Llicenciada en Filosofia i Lletres (Geografia i Història, Prehistòria) per la Universitat de Granada, ell 1987.
Doctora en Geografia i Història per la Universitat de Granada el 1992, amb la Tesi doctoral Las cerámicas de cocción reductora en el Alto Guadalquivir durante la época ibérica: hacia a una tipologia contextual.
Becària de recerca entre els anys 1988-1992, i becària postdoctoral en la Universitat de Granada 1992-1993 amb una beca de perfeccionament per a doctors durant una estada a la Universitat de Pàdua, Dipartimento di Scienze dell'Antichità. En crear-se la Universitat de Jaén el 1993 es va incorporar com a professora associada fins al 1998, any en què va obtenir la titularitat de la Universitat a l'àrea de Prehistòria del Departament de Patrimoni Històric.

## Trajectòria professional

### Activitat docent
És professora titular de la Universitat de Jaén des de 1998, on ha impartit docència en diferents titulacions i graus com ara a Humanitats, Història de l'Art i Arqueologia.
Ha impartit docència en nombrosos programes de doctorat: "Economia, cultura i societat en els Ibers"; "Arqueologia i Territori: dels clans a les aristocràcies"; "Espai, Temps i Poder. Lectures des del Patrimoni Històric”; “Estudis de les dones i de gènere”; “Lectures del poder des del Patrimoni Històric”; Gènere feminisme i igualtat d'oportunitats (Universitat Internacional d'Andalusia).
Ha participat com a docents en màsters oficials de diferents universitats espanyoles: Màster oficial en Arqueologia professional. Eines de gestió integral del patrimoni arqueològic (Universitat d'Alacant), Màster Erasmus Mundus GEMMA en Estudis de les Dones i de Gènere (Universitat de Granada), Màster Turisme, Arqueologia i Naturalesa (Universitat de Jaén), Màster Feminismes i Ciutadania perspectives cap a un nou segle (Universitat Internacional d'Andalusia, Seu Antonio Machado de Baeza) i Màster Anàlisi crítica de les desigualtats de gènere i intervenció integral en violència de gènere (universitat de Jaén).

### Activitat investigadora
Els seus interessos en recerca s'han centrat en l'arqueologia de les dones i les relacions de gènere tractant de visualitzar qüestions fonamentals per a les dones iberes com són les relacions amb les estructures socials, econòmiques, polítiques (sistemes de prestigi, sistemes de parentiu, estratègies matrimonials), les activitats de manteniment, la formació d'identitats o les representacions simbòliques, entre d'altres. En paral·lel, part de la seva activitat s'ha centrat en la difusió del patrimoni arqueològic iber, al qual ha traslladat l'enfocament de gènere.
Ha participat en projectes de recerca d'àmbit nacional i internacional com ara Els treballs de les dones i el llenguatge dels objectes: renovació de les reconstruccions històriques i recuperació de la cultura material femenina com a eina de transmissió de valors; EPOCH; Programa de recerca en tecnologies per a la valoració i conservació del Patrimoni Cultural i Arqueologia del sol i altres astres. Ha dirigit el projecte de recerca d'excel·lència Recursos per a la recerca de l'arqueologia de les dones i del gènere a Espanya. GENDAR HUM 1904.
Codirigeix al costat de M. Isabel Torres López el Projecte ILITÍA, Arqueogenètica. Eines des de la Bioarqueologia per a la recerca de les relacions de Gènere en la Prehistòria i la Protohistòria.

### Gestió
Des de 1996 fins a 1999 va ser directora del Secretariat de Publicacions i Intercanvi Científics de la Universitat de Jaén. Ha estat vicerectora d'Extensió Universitària de la Universitat de Jaén entre 1999 i 2007; coordinadora el 2000 i el 2003 el Grup de Recerca "Patrimoni Arqueològic de Jaén"; presidenta del Consell Econòmic i Social de la província de Jaén, coordinadora del Seminari Interdisciplinari Dona, Ciència i Societat entre els anys 2004 i 2013.
El 2003, va rebre el Premi Meridiana, atorgat per l'Institut Andalús de la Dona, en reconeixement de la seva trajectòria

## Publicacions
Ha publicat nombrosos articles de revistes, capítols de llibres i llibres relacionats amb les seves línies de recerca, d'entre els quals destaquen: 
- Rísquez Cuenca, C. (1993): Las cerámicas de cocción reductora en el Alto Guadalquivir durante laépoca Ibérica. Hacia una tipología contextual.
- Rísquez Cuenca C.; Hornos Mata F. (1997) “Paseando por un museo y buscando el lugar de la mujer” Arqueología espacial, núm.19-20, p. 21-32.
- Rísquez Cuenca, C. Hornos Mata, F. (2005) “Representación en la actualidad: las mujeres en los museos”, Arqueología y género, p. 479-490.
- Rísquez Cuenca, C.;García Luque A., (2007) “Mujeres en el origen de la aristocracia ibera: una lectura desde la muerte” Complutum, 18, p. 263-270.
- Rísquez Cuenca, C. García Luque, A. (2007) “¿Actividades de mantenimiento en el registro funerario?” Treballs d'Arqueología, núm. 13, p. 145-170.
- Rísquez, C. García Luque, A. i Rueda galán, C. (2008): “Los estudios de Arqueología de género desde el Centro Andaluz de Arqueología Ibérica” en Lourdes Prados i Clara Ruiz (ed.), Arqueología del género I Encuentro Internacional en la UAM. Colección Estudios 129. Universidad Autónoma de Madrid p. 191-204.
- Rísquez, Cuenca, C; García Luque, A. (2008): "Género y prácticas sociales desde la arqueología", en 1 Congreso Los estudios de las mujeres, feministas y de género.
- Rísquez Cuenca, C., Martínez, A.L. i Ruiz, A. (2013).“Revisión y nuevas perspectivas en el estudio de las tipologías de cerámica arqueológica”, en Girón, L., Lazarich, H,M. i Lopes M.C. (Coords.) Actas del I Congreso Internacional sobre estudios cerámicos. Homenaje a la Dra. Mercedes Vegas. Universidad de Cádiz p. 547-580.
- Rísquez Cuenca, C., Rueda Galán, C. y García Luque, A. (2013): Un Plan Director para el santuario de La Cueva de la Lobera (Castellar, Jaén). Textos CAAI. 4, Jaén, Universidad de Jaén.
- Rísquez Cuenca, C. (2015). “La Arqueología Ibérica y los estudios de Género en Andalucía: avances y desafíos” Menga: Revista de prehistoria de Andalucía, núm. 6, p. 61-91.
- Rísquez, C.; Rueda, C. (2015): "La dama de Cerro Alcalá. Una aristócrata de Ossigi". En Jaén, tierra ibera. 40 años de investigación y transferencia. p. 179 - 188. Universidad de Jaén.
- Rísquez, C. Rueda, C, Nicolini, G.m, Ruiz, A., Zafra, N., i Esteban, C. (2015): "El Santuario de la Cueva de la Lobera de Castellar". En Jaén, tierra ibera. 40 años de investigación y transferencia. p. 205 - 221. Universidad de Jaén.
- Esteban López, C., Rísquez Cuenca, C., i Rueda Galán, C. (2014) “Una hierofonía solar en el santuario ibérico de Castellar (Jaén)” Archivo español de arqueología, núm. 87, p. 91-107.